# Bronzital
 (novembre 2019).
Si vous disposez d'ouvrages ou d'articles de référence ou si vous connaissez des sites web de qualité traitant du thème abordé ici, merci de compléter l'article en donnant les références utiles à sa vérifiabilité et en les liant à la section « Notes et références ».
Le bronzital est un alliage de bronze composé de cuivre et d'aluminium utilisé initialement pour la production de pièces de monnaie de la Monnaie de Rome. 
Le nickel a également été ajouté à l'alliage de bronzital depuis 1968 pour le rendre plus brillant et moins sujet à l'oxydation. En Italie, il était utilisé pour les pièces de 5 et 10 centimes pendant la période fasciste et pour les 20 et 200 lires de la République, ainsi que pour les pièces bimétalliques de 500 lires (partie interne) et celles de 1 000 lires (partie externe). D'autres pays ont utilisé le même alliage ultérieurement (par exemple, la France pour des pièces de 10 francs entre 1974 et 1988, la Finlande et l'Australie), avec toutefois un pourcentage de cuivre supérieur. 
Le pourcentage des différents composants métalliques du bronzital est donc variable. En Italie, le dernier alliage utilisé était le suivant : 
| Métal          | pourcentage |
| -------------- | ----------- |
| Cuivre (Cu)    | 92%         |
| Aluminium (Al) | 6%          |
| Nickel (Ni)    | 2%          |